# ブダ (小惑星)
ブダ (908 Buda) は小惑星帯に位置する小惑星である。ハイデルベルクのケーニッヒシュトゥール天文台でマックス・ヴォルフによって発見された。
ハンガリーの首都ブダペストの一部ブダにちなんで命名された。